# Hrabstwo Jackson (Wisconsin)

Piramida wieku hrabstwa

Hrabstwo Jackson – hrabstwo położone w amerykańskim stanie Wisconsin. Jego stolicą jest Black River Falls.

## Miasta
- Adams
- Albion
- Alma
- Bear Bluff
- Brockway
- Black River Falls
- City Point
- Cleveland
- Curran
- Franklin
- Garden Valley
- Garfield
- Hixton
- Irving
- Knapp
- Komensky
- Manchester
- Melrose
- Millston
- North Bend
- Northfield
- Springfield

## Wsie
- Alma Center
- Hixton
- Melrose
- Merrillan
- Taylor

## CDP
- Hatfield
- Millston